# مارتن لو فران
مارتن لو فران (به فرانسوی: Martin Le Franc) نویسنده، شاعر و مترجم قرن پانزدهم میلادی اهل فرانسه است.